# Джеймс Гопвуд Джинс
Джеймс Гопвуд Джинс (англ. Sir James Hopwood Jeans; 11 вересня 1877 — 16 вересня 1946, Доркінг, Велика Британія) — англійський астроном, фізик і математик, член Лондонського королівського товариства (1906).

## Життєпис
Народився в Ормзкірку. У 1900 році закінчив Триніті-коледж Кембриджського університету. У 1901—1905 і 1910—1912 роках викладав математику в тому ж університеті, в 1905—1909 роках — професор прикладної математики в Принстонському університеті (США). У 1912 році залишив викладання і повністю присвятив себе дослідницькій роботі. Упродовж 1923—1944 років — співробітник обсерваторії Маунт-Вілсон (США), в 1935—1946 роках — професор астрономії Королівського інституту (Лондон).
До 1914 року основне місце в наукових роботах Джинса займали кінетична теорія газів і теорія теплового випромінювання. Для астрофізики велике значення має виведений в 1905 році ним незалежно від Джона Релея закон розподілу енергії в довгохвильовій частині спектру абсолютно чорного тіла.
Від середини 1910-х років інтереси Джинса зосередилися майже виключно на астрофізиці. У 1914—1916 роках він розглянув задачу про фігури рівноваги рідких обертових мас, яку до нього розв'язували Анрі Пуанкаре, Джордж Дарвін, О. М. Ляпунов. Джинс пішов далі своїх попередників. Він показав, що в результаті еволюції масивного рідкого тіла, що швидко обертається, або має відбуватися розподіл цього тіла на дві частини і таким чином можуть утворюватися подвійні зірки, або тіло набуває дуже сплощеної  форми і речовина зривається з його екваторіальних гострих країв. Останній процес Джинс пов'язував з утворенням спіральних туманностей. Він дійшов висновку, що планетна система не може утворитися з маси газу, що обертається і стискається. На цій підставі він відкидав космогонічні теорії Іммануїла Канта і П'єра-Симона Лапласа і запропонував припливну теорію утворення Сонячної системи, яка з'явилася подальшою розробкою теорії Т. К. Чемберліна і Ф. Р. Мультона; вона була дуже популярна в 1920-30-ті роки. Згідно з припливною теорією планети утворилися з речовини, вирваної із Сонця гравітаційним тяжінням зірки, що проходила близько. Джинс показав, що з маси, яка відокремилася при такій катастрофі, могло утворитися кілька невеличких тіл. Оскільки близьке проходження двох зірок — явище малоймовірне, це означало, що планетні системи зустрічаються дуже рідко. Космогонічну теорію піддали були критиці Н. Н. Парійський, Л. Спітцер, В. Лейтен, які показали її неспроможність. Дослідження Джинса з рівноваги обертових мас були підсумовані у нарисі «Проблеми космогонії і зоряної динаміки» (1919).
У роботі «Динамічна теорія газів» (1916) Джині виклав теорію дисипації планетних атмосфер, зумовленої максвеллівським розподілом швидкостей; знайшов формулу для потоку дисипації внаслідок теплового випаровування газу в планетній атмосфері (формула Джинса). Вперше кількісно розглянув у 1929 році питання про гравітаційну нестійкість — наростання збурень густини речовини під дією сил тяжіння; отримав вираз для критичного розміру збурень, що виникають в речовині (так звана довжина хвилі Джинса). Застосував апарат кінетичної теорії газів до ансамблю зірок, що входять до скупчення. Показав, що розподіл швидкостей зірок у скупченнях має з часом наближатися до максвеллівської внаслідок їхнього взаємного гравітаційного впливу один на одного при зближенні. Використав цю ідею для оцінки віку зоряних систем. Низка робіт присвячена теорії внутрішньої будови й еволюції зірок, вони засновані на уявленнях, які неможливо було перевірити в той час і які виявилися помилковими.
У 1928 Джинс припинив наукові дослідження і надалі успішно займався популяризацією науки. Широке визнання заслужили його книги «Всесвіт навколо нас» (1929), «Загадкова Всесвіт» (1930), «Зірки і їхні долі» (1931), в яких викладені складні питання фізики і астрономії. Відомий своєю філософською інтерпретацією науки, в якій він стояв на позиціях сучасного фізичного ідеалізму.

## Відзнаки
Президент Лондонського королівського астрономічного товариства (1925—1927).
Королівська медаль Лондонського королівського товариства (1919), Золота медаль Лондонського королівського астрономічного товариства (1922), медаль Б. Франкліна Інституту ім. Б. Франкліна (1931), премія ім. Дж. К.Адамса Кембриджського університету. [227]